# Darío Melo
Darío Esteban Melo Pulgar (Santiago del Cile, 24 marzo 1993) è un calciatore cileno, portiere del Colo Colo.

## Carriera

### Club
Cresciuto calcisticamente nel Palestino.

### Nazionale
Punto fisso della rappresentativa Under-20, viene convocato per il campionato sudamericano di categoria del 2013.